# Periclimenaeus palauensis
Periclimenaeus palauensis är en kräftdjursart som beskrevs av Miyake och Fujino 1968. Periclimenaeus palauensis ingår i släktet Periclimenaeus och familjen Palaemonidae. Inga underarter finns listade i Catalogue of Life.